# Moduletracker

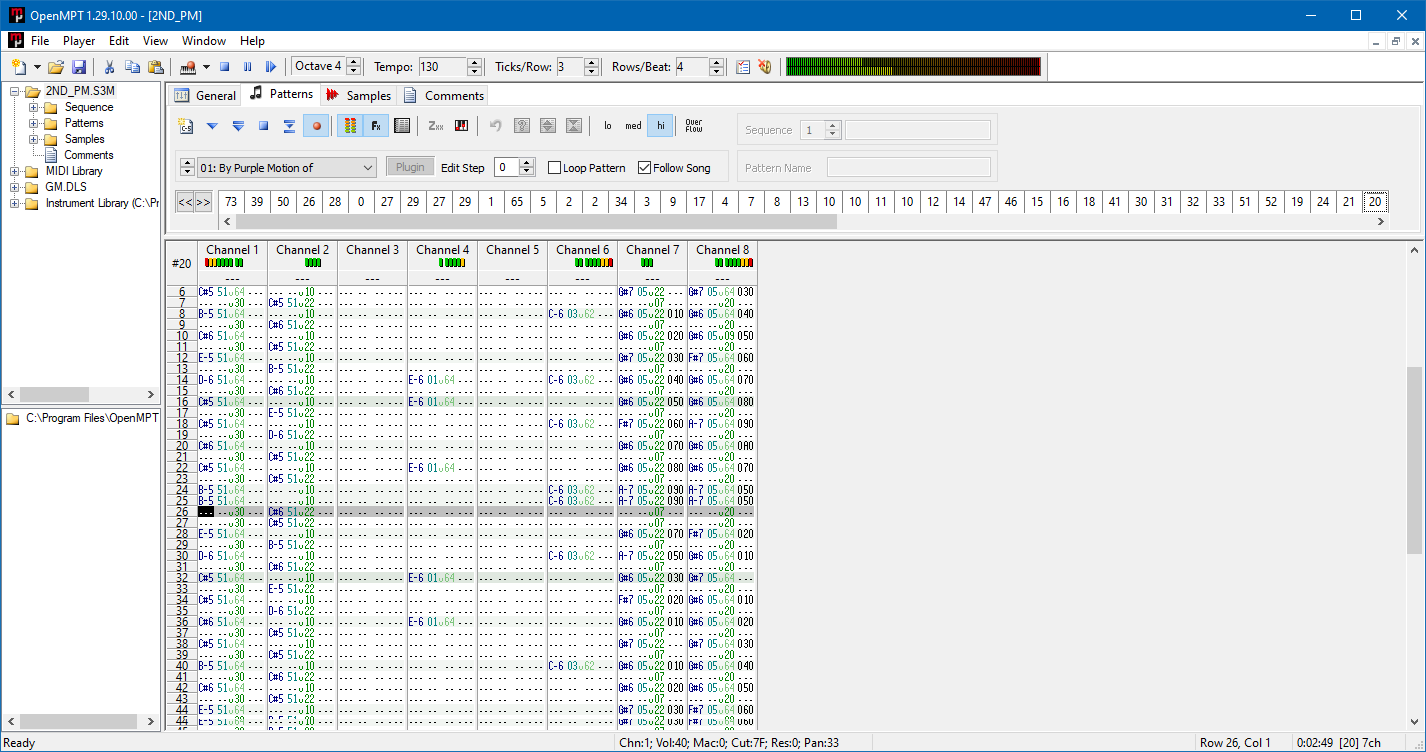
OpenMPT

Een tracker is een computerprogramma waar muziek mee gemaakt kan worden op een computer.
Hoewel trackers uit het tijdperk van de Commodore- en Atari-computers stammen, worden er tegenwoordig nog steeds trackers gemaakt en is er een levendige community op het web actief.
Een (traditionele) tracker is een vorm van een sequencer waarbij in de puurste vorm de gebruiker samples stapsgewijs over verscheidene sporen (of kanalen) plaatst om zo Module-muziek te maken. De invoer van noten en verschillende eigenschappen en effecten, zoals volume, panning en toonhoogte gebeurt gewoonlijk niet grafisch, zoals dat bij notenschrift wel het geval is. In plaats daarvan worden de codes alfanumeriek en hexadecimaal in de sporen gezet, waarbij elke horizontale rij een bepaalde tijdsduur representeert. Een muziekproject in een moduletracker heet een module, dat bestaat uit patronen van beperkte lengte. De patronen worden gerangschikt en aaneengeschakeld om een compositie te vormen.
Waar vroeger tracking vooral een methode was om op oudere (en beperkte) computers op een efficiënte wijze muzikale events op te slaan, is het tegenwoordig een compositie- en productiemethode die voor vrijwel de meeste situaties niet onderdoet voor de meer gangbare methoden. In veel gevallen levert tracking veel sneller resultaat op ten opzichte van de meer gangbare methoden zoals het inspelen in grafische horizontale balkjes waarbij eventueel achteraf speelfouten weggepoetst worden. Enkele eigenschappen die vaak aanwezig zijn in trackers zijn dan ook vooral eigenschappen die voortkomen uit eerdere trackers, terwijl de bovenliggende tracking-methodiek (de manier van denken en gedachten organiseren) een stuk breder is.

## Kenmerken
Bij een typische tracker:
- zijn de sporen (meestal) verticaal georiënteerd
- ligt de nadruk op het gebruik van het computertoetsenbord
- worden noten en parameters alfanumeriek weergegeven, en zelden grafisch
- is een muziekproject verdeeld in patronen van een beperkte hoeveelheid maten

## Voorbeelden van toepassingen van trackers
- De muziek van de populaire videogamereeks Bejeweled is via een tracker gemaakt, en is een voorbeeld van hoe krachtig zo'n tracker is.
- Waar het niet source music betreft is de muziek van de VARA tv-serie Shouf Shouf! De Serie gemaakt in Impulse Tracker 2 (seizoen 1 en 2) en reViSiT (seizoen 3).

## Lijst met trackers
- Amiga
  - The Ultimate Soundtracker
  - DigiBooster Pro
  - Future Composer
  - Noisetracker
  - Octamed
  - Oktalyzer
  - Protracker
  - AHX
  - Audio Sculpture
  - TFMX Editor
- Apple IIgs
  - SoundSmith
  - NoiseTracker GS (niet te verwarren met de Amiga-Noisetracker)
- Atari ST
  - Audio Sculpture
  - DBE Tracker
  - Digicomposer
  - Protracker STe
  - Noisetracker
  - Octalyser (niet te verwarren met de Amiga-Oktalyzer)
  - TCB Tracker
- Archimedes, Risc PC
  - Desktop Tracker
  - Digital Symphony
  - Coconizer
  - ArcTracker
- MSX
  - FAC - FAC Soundtracker 1, 2, Pro
  - Triple M - Magic Music Module Combi
  - Tyfoonsoft - SCC Musixx
  - Tyfoonsoft - Pro Tracker
  - Teddywarez - SCC Blaffer, SCC Blaffer NT
  - Fuzzy Logic - Oracle
  - Flying Bytes - PSG Tracker
  - Soksoft - Koustracker
  - Engine Software - StudioFM
  - Xelasoft - Super Music Editor 3
  - Moonsoft - MoonBlaster, MoonBlaster for Moonsound FM
  - Moonsoft/NWO - MoonBlaster for Moonsound Wave
  - The New Image - MoonSound Music Studio
  - Midiphonics - Meridian
  - Hendrik Gilvad - PCM Tracker
  - Xelasoft - Xelasoft MOD editor
- DOS
  - Fasttracker II
  - Impulse Tracker
  - Scream Tracker
  - Digitrakker
- Windows
  - Jeskola Buzz
  - reViSiT (een eigentijdse VSTi die is gebaseerd op Impulse Tracker)
  - MadTracker
  - Modplug Tracker
  - NoiseTrekker
  - Renoise
  - Skale Tracker
  - Psycle
  - Aero Studio
  - BeRoTracker
  - Octamed
  - Hackey Trackey (een plugin voor REAPER)
- Unix, Linux, OS X
  - CheeseTracker
  - GoatTracker
  - MilkyTracker (kloon van Fasttracker 2)
  - PlayerPRO
  - Renoise
  - Skale Tracker
  - Schism Tracker
  - SoundTracker
- ZX Spectrum
  - Sample Tracker
  - Soundtracker
- Schneider/Amstrad CPC
  - Soundtrakker
  - STarKos
  - Digitrakker
  - Protracker
  - Poumtracker
- Sega Game Gear, Sega Master System
  - Mod2PSG2